# Aleksander Niewiarowski

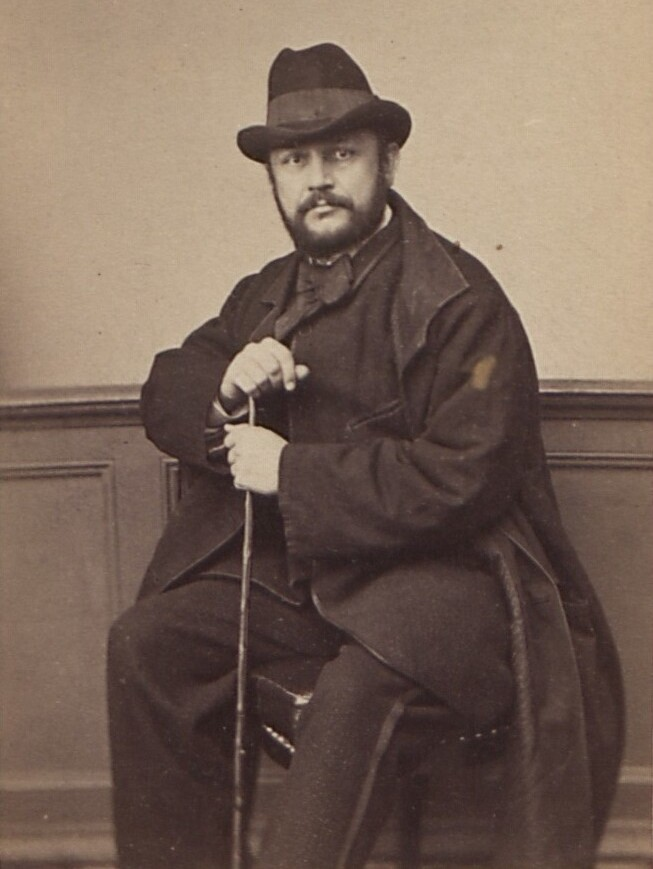
Aleksander Niewiarowski

Aleksander Niewiarowski (Aleksander Półkozic, * 1824; † 13. November 1892 in Warschau) war ein polnischer Schriftsteller.
Niewiarowski, der auch unter dem Pseudonym Aleksander Półkozic publizierte, wurde vor allem als Kolumnist von Zeitschriften wie Gazeta Codzienna, Pszczoła und der Theaterzeitschrift Antrakt bekannt. Weitere Werke waren Wspomnienie o Cyganerii Warszawskiej (1864) und die Romane Galeria panien na wydaniu (1855), Życie na żart (1856) und Galeria konkurentów i konkurentek (1857). Große Aufmerksamkeit fand auch seine Autobiographie.